# Geschiedenis van de Kaukasus

De geschiedenis van de Kaukasus omvat de gebeurtenissen in het gebied van de Kaukasus en de moderne staten van Armenië, Azerbeidzjan en Georgië. Het Kaukasusgebergte is de scheiding tussen het Oost-Europees Laagland enerzijds en het plateau van Anatolië en het Hoogland van Iran anderzijds en is de grens tussen Europa en Zuidwest-Azië.

## Prehistorie

### Paleolithicum
De Kermek-site op het schiereiland Taman behoort tot de oudste vindplaatsen, niet alleen in Rusland, maar ook in West-Azië buiten de Kaukasus, Andere rond 2 miljoen jaar oude sites zijn Dmanisi in Georgië, Karachatsj en Moeradovo in Armenië, en Ajnikab, Moechkaj en Gegalasjoer in Dagestan. De Dmanisi-mensen behoren met 1.8 miljoen jaar tot de oudste menselijke resten buiten Afrika.
In het tijdperk van het middenpaleolithicum woonden er neanderthalers, zoals blijkt uit vondsten in de Achsjtyr en Mezmaj-grotten.
Tijdens het laatpaleolithicum verscheen de moderne mens. Het laatpaleolithicum wordt vertegenwoordigd door de Imereticultuur, die overeenkomsten vertoont met gelijktijdige culturen in Koerdistan.

### Mesoliticum
Het mesolithicum wordt in de Kaukasus vertegenwoordigd door de Mesolithische Trialeticultuur, met hoofdzakelijk tijdelijke kampementen van jager-verzamelaars. In dit tijdperk (15-14.000 BP) waren de Kaspische en Zwarte Zee verbonden door een zeestraat over de Koema-Manytsjlaagte, waardoor de ontwikkelingen in West-Azië zich niet verder naar het noorden uitbreidden: de zogenaamde "vertraging van de Kaukasus".

### Neoliticum
Het neolithicum verspreidde zich vanuit de Vruchtbare Sikkel naar het grondgebied van de Kaukasus. Ze begon in het 6e millennium v.Chr. in de overstromingsvlaktes van het zuiden van de regio, en verspreidde zich in het volgende millennium met de Sjoelaveri, Leyla-Tepe en Koera-Araxescultuur naar het noordwesten. Deze neolithisatie ging gepaard met migraties van bevolkingen afkomstig van zowel het Iraanse plateau als Anatolië, die opgenomen werden in de lokale bevolking. 
Deze gemeenschappen beoefenden landbouw en veeteelt, en waren op zijn minst gedeeltelijk sedentair. Verschillende soorten granen (tarwe, gerst, gierst) werden gekweekt en opgeslagen, evenals linzen en erwten. Aardewerk is op enkele van de oudste locaties bijna afwezig. Zelfs in de daaropvolgende ontwikkelingsfasen blijft het zeldzaam. Het betreft vrij grof vaatwerk met soms geometrische en antropomorfe decoraties. Nederzettingen van stenen huizen verschijnen.

### Bronstijd
De Kaukasus was een van de vroegste plaatsen waar zich een bronsmetallurgie ontwikkelde. Deze was van grote invloed op het ontstaan van de bronstijd in Europa.
De Koera-Araxescultuur (ongeveer 3.400-2.000 v.Chr.) ontwikkelde zich voornamelijk in het zuiden van de Kaukasus, het oosten van Anatolië en het noordwesten van Iran. De bevolking bestond vooral uit landbouwer-veetelers. Het fokken van runderen en schapen en, in mindere mate, geiten, vormde een van de belangrijkste activiteiten, waar in een latere fase ook het fokken van paarden bijkwam. De druiventeelt in verband met wijnproductie is uit deze periode bevestigd. Het aardewerk van de Koera-Araxescultuur was rood en zwart, en van zeer goede kwaliteit. De vorm van het vaatwerk onderscheidt zich van die van de voorafgaande culturen. Deze nieuwe vormen suggereren verschillende toepassingen en verschillende culinaire tradities, bijvoorbeeld het belang van stoofgerechten.
Het verschijnen van strijdwagens, grafheuvels en metalen wapens wordt geassocieerd met de dragers van de Majkop- en Trialeti-culturen. In de Noordelijke Kaukasus strekte zich de Majkopcultuur uit, van het schiereiland Taman, de uitlopers van de Grote Kaukasus en de kust van de Zwarte Zee in het Westen, richting het huidige Tsjetsjenië in het Oosten. Het onderging de invloed van de Koera-Araxescultuur. Ze is vooral bekend om haar begrafenispraktijken: graven begrensd door stenen en bedekt door een grafheuvel. Majkop is opmerkelijk voor de overvloed aan fijn versierde bronzen, evenals gouden en zilveren objecten. De economie van deze stammen was gebaseerd op haklandbouw met stenen of bronzen werktuigen, en het fokken van runderen en schapen, evenals paarden en varkens. Het verzamelen lijkt ook enig belang te hebben. De nederzettingen bestonden uit hutten van planken bevestigd door klei, vierkant of ovaal, van ongeveer 5 m². In dit tijdperk begon men in het westen van de Kaukasus dolmens te bouwen.

### IJzertijd
Met de Kobancultuur begon de ijzertijd in de noordelijke en centrale Kaukasus. 
De noordelijke Kaukasus kwam in het verspreidingsgebied van de Scythische volkeren. De Cimmeriërs waren een nomadisch ruitervolk dat aanvankelijk in de Pontische steppe ten noorden van de Zwarte Zee woonde. Via de Tsjernogorovskcultuur en de Thraco-Cimmerische expansie verspreidde deze zich naar Midden-Europa, waardoor de IJzertijd in Europa begon.
De Zuidelijke Kaukasus kwam onder het Hurritische Urartu (860-590). Het voormalige Urartische fort van Erebouni, gebouwd in 782 v.Chr., bevindt zich aan de oorsprong van Jerevan. Van 559-330 v.Chr. valt het onder het Perzische rijk van de Achaemeniden. Ten tijde van de Seleuciden (305-64 v.Chr.) vormde Atropatene een zelfstandige satrapie, die ruwweg overeenkwam met het huidige Azerbeidzjan.

## Oudheid
De twee meest gekende vorstendommen uit die tijd zijn Colchis en Urartu. In de 8e eeuw v.Chr. en 7e eeuw waren er invallen van de Scythen en de Cimmeriërs. In de zesde en vijfde eeuw kunnen ze de aanvallen van Meden en Perzen weerstaan, maar ze zijn wel schatplichtig.. In 522 v.Chr. werd Urartu een satrapie van de Achaemeniden.
Na de Slag bij Gaugamela in 331 v.Chr. behoorde Armenië tot het rijk van Alexander de Grote en na de opsplitsing tot het Seleucidische Rijk.

### Koninkrijk Iberië

Rond 302 v.Chr. scheurde de regio zich af van het Seleucidische Rijk. Parnavaz riep zich uit als eerste koning van het Koninkrijk Iberië.

### Koninkrijk Armenië
Na de Slag bij Magnesia (190 v.Chr.), die werd gewonnen door de Romeinen, scheurde Artaxias I zich af van het Seleucidische Rijk en stichtte het Koninkrijk Armenië, dat werd geregeerd door de Artaxiaden.

#### Tigranes II

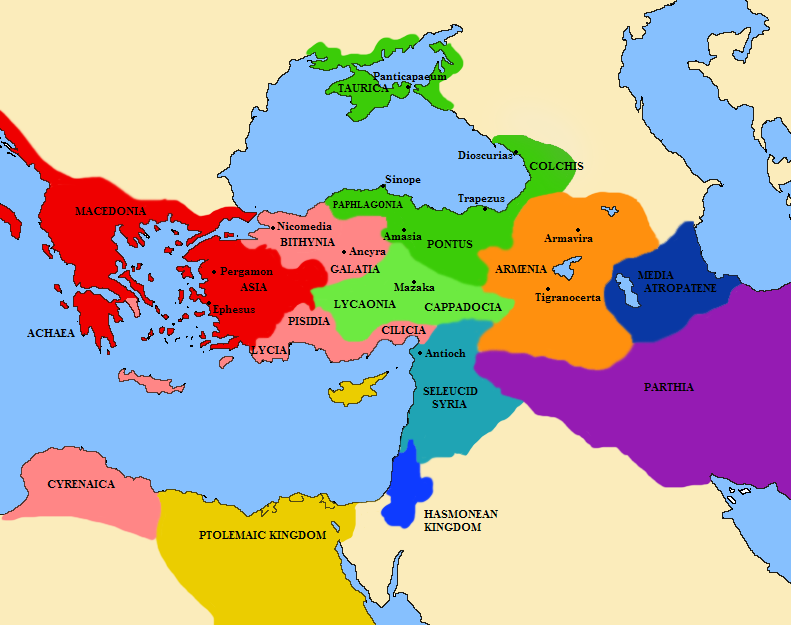
Regio in 89 v.Chr.

Na veertig jaar ballingschap onder Mithridates II van Parthië had Tigranes II met de koning een goede band opgebouwd. Hij had zelf zijn oudste dochter Aryazate-Automé ten huwelijk gegeven . Na de dood van zijn vader Tigranes I in 95 V.Chr. kreeg hij de toelating hem op te volgen. Een jaar later sloot hij met Mithridates VI van Pontus een bondgenootschap door zijn dochter Cleopatra van Pontus te trouwen. Mithridates VI had rond 100 v.Chr. het koninkrijk Colchis tot aan de Krim veroverd en had zich een gedegen reputatie opgebouwd. De bevolking van de Romeinse provincie Asia vroegen hem om hulp tegen de onderdrukking van de Romeinen.
In 89 v.Chr. viel hij de Romeinse provincie binnen. Mithridates legers veroverde in een vrij korte tijd de Romeinse gebieden in Klein-Azië. Hij werd door de plaatselijke Griekse bevolking als redder binnengehaald. Toen Mithridates in mei 88 v.Chr. de stad Efeze veroverde, gaf hij daar het bevel tot het uitmoorden van de gehele Romeinse bevolking in Azië. Naar schatting werden er 80.000 Romeinen gedood. Rome stuurde Lucius Cornelius Sulla, die Mithridates terug dreef naar zijn koninkrijk.
Intussen was Mithridates II van Parthië gestorven en was Tigranes II volledig autonoom. Het Seleucidische Rijk of wat er nog van over bleef, volledig gedomineerd door het Romeinse Rijk, riep om hulp bij Tigranes en boden hem de kroon van Syrië aan. In 83 v.Chr. palmde hij Syrië en Fenicië in. Ondertussen deed Mithridates VI van Pontus een tweede poging om Asia te veroveren. Die mislukte en Mithridates vluchtte naar Armenië. Met veel geluk ontsnapte Armenië aan een Romeinse strafcampagne.
Hardleers startte Mithridates samen met Tigranes en andere bondgenoten, een derde oorlog. De oorlog duurde tien jaar van 73-63 v.Chr.. Op het eind pleegde Mithridates zelfmoord en gaf Tigranes zich over aan de Romeinse generaal Pompeius. Het Seleucidische Rijk werd een Romeinse provincie, Syria en in de Kaukasus verscheen het Vorstendom Albanië.

### Romeins-Parthische oorlogen
Tijdens de laatste fase van de Derde Mithridatische Oorlog kreeg Pompeius steun van de Partische koning Phraates III Theos. Toen na de oorlog Tigranes zijn koninkrijk en zijn titel terug kreeg, ging Phraates hiermee niet akkoord, het begin van de Romeins-Parthische oorlogen.
In 59 v.Chr. werd er in Rome het Eerste triumviraat gesmeed tussen Gaius Julius Caesar, Gnaeus Pompeius Magnus en Marcus Licinius Crassus. Het Rijk werd in drie zones verdeeld, Crassus kreeg het Oosten, Syria. Om te bewijzen dat hij een evengoed veldheer was als Julius Caesar, viel hij Parthië aan. Hij sloeg alle raadgevingen in de wind en zijn leger werd in de Slag bij Carrhae in 53 v.Chr. in de pan gehakt. Bij de daarop volgende vredesonderhandeling werd hij vermoord. De Parthen volgden hun overwinning op en dreven de Romeinen terug tot ver in Syria en maakten van Armenië een vazalstaat.
Tijdens de burgeroorlog tussen Pompeius en Caesar kozen de Parthen de kant van Pompeius en na de dood van Caesar, de kant van Marcus Junius Brutus. Tussen 40 en 38 v.Chr. veroverde de Parth Pacorus I de Levant, maar dat moest hij met zijn leven bekopen. De nieuwe sterke man in het Romeinse Rijk was Marcus Antonius. Hij achtervolgde de Parthen tot in de Kaukasus (37-36 v.Chr.). Hij kon zijn hachje ternauwernood redden, hij verloor meer dan 30 000 man tijdens de campagne . Marcus Antonius slaagde erin de koninklijke familie gevangen te nemen en op te sluiten bij de Egyptische koningin Cleopatra VII. De oudste zoon Artaxias II wist te ontsnappen en met de hulp van de Parthische koning, Phraates IV, de Armeense troon te heroveren. Uit voorzorgen werd zijn broer Tigranes III naar Rome verplaatst.
In 20 v.Chr. kwamen Armeense onderdanen klagen bij keizer Augustus over het beleid van Artaxias II. Augustus stuurde zijn stiefzoon Tiberius met een groot leger en Tigranes III richting Armenië. Het kwam niet tot een veldslag, maar tot een verdrag, waarbij  de door de Romeinen gevangen gehouden zoon van Phraates IV werd uitgeleverd in ruil voor de veldtekens, die Phraates IV en zijn vader Orodes II hadden buitgemaakt op Crassus en Antonius (afgebeeld op de borstplaat van de zogenaamde Augustus van Prima Porta). Daarnaast werden door het verdrag ook veel Romeinse krijgsgevangen uitgeleverd, de Eufraat als grens tussen de beide rijken vastgelegd en het koninkrijk Armenië door Parthië erkend als cliënteelstaat van Rome. Bij deze uitwisseling schonk Augustus hem ook een slavin, genaamd Musa (Thermusa), die hij later tot zijn echtgenote zou maken en na de geboorte van hun zoon zelfs de naam Thea Urania Musa (Hemelse Godin Musa) zou geven. Ook werden vier zonen van Phraates IV naar Rome gestuurd, om daar te worden opgevoed.
In 2 v.Chr. pleegde Musa een staatsgreep, vermoordde haar man en zette haar zoon Phraataces op de troon. Daarna brak er een troonstrijd uit tot Artabanus II de macht in 12 na Chr. veroverde in Parthië. Na de dood van de Armeense koning Artaxias III in 35 na Chr. wou Artabanus II zijn relatie met Rome testen en zette zijn zoon Arsaces op de Armeense troon. De reactie van Rome was prompt, de Romeinen zetten Tiridates III, nog een zoon van Phraates IV op de Parthische troon. Toen keizer Caligula, Lucius Vitellius (gouverneur van Syria) stuurde met een groot leger, werden de plooien terug glad gestreken.
In 54 n.Chr. volgde een nieuwe crisis, toen de nieuwe Parthische koning, Vologases I, zijn broer Tiridates I van Armenië op de Armeense troon had gezet, het begin van de Romeins-Parthische Oorlog (54-64), die eindigde met de Vrede van Rhandeia. De Romeinen erkenden Tiridates en zijn opvolgers als heersers van Armenië, op voorwaarde dat ze hun koningschap door de Romeinse keizer zouden worden beëdigd.
Armenië werd nu geregeerd door een Perzische dynastie, maar hoewel het in naam een alliantie met Rome onderhield, kwam het onder toenemende Parthische invloed. Latere generaties zagen dit als het moment dat de ‘’Romeinen Armenië verloren’’.
In de jaren 72-75 vielen de Alanen de Kaukasus, Armenië en Atropatene binnen. Zij bleken nauwelijks tegen te houden en namen bijna koning Tiridates I van Armenië ('Trdat' in het Armeens) gevangen. De Parthen deden zelfs - vergeefs - een beroep op de Romeinse buren om hulp. Vespasianus had geen zin in een avontuur en vond de verzwakking van de Parthen niet zo'n slechte zaak.
Toen in 113 de nieuwe Parthische koning, Osroes I, Exedares verving door zijn broer Parthamasiris, zonder overleg met de Romeinen vond keizer Trajanus, dit een schending van het vijftig jaar eerder gesloten verdrag van Rhandeia. Trajanus viel Parthië binnen en maakte van Armenië een Romeinse provincie. Parthamasiris vroeg nog om pardon, maar het mocht niet baten, hij werd alsnog geëxecuteerd. Zijn plaats werd ingenomen door Lucius Catilius Severus.
Keizer Hadrianus, de opvolger van Trajanus, zag het kostenplaatje en liet de provincia Armenia vallen. Vanaf dan spelen de Romeinen het spel van Divide et impera. Ze gingen akkoord met de aanstelling van Vologases III, de rivaal van Osroes I en Mithridates IV, als heerser van Armenië. Aangezien de macht van Vologases III te groot werd na de dood van Mithridates IV in 140, zetten de Romeinen hun eigen kandidaat op de troon, een zekere Gaius Julius Sohaemus.
In 161 stierf keizer Antoninus Pius. Nu was het aan de beurt van Vologases IV, de zoon van Mithridates IV. In 155 was hij erin geslaagd het Parthische Rijk terug te verenigen en vond zich krachtig genoeg om de Romeinen te tarten en zette zijn eigen zoon Bakur, op de Armeense troon en durfde het aan Syria binnen te vallen, het begin van de Romeins-Parthische Oorlog (161-166). In 165 brak de pest uit, de Parthen verloren de oorlog en Gaius Julius Sohaemus werd in ere hersteld.
Sohaemus stierf rond het jaar 180 en Vologases IV zette zijn zoon Vologases V op de Armeense troon. Door interne strubbelingen greep Rome niet in. Deze spanningen leidden tot de moord op keizer Commodus en een daarop volgende burgeroorlog. Vologases V, intussen koning van Parthië geworden, steunde de gouverneur van Syria, Pescennius Niger. Pescennius Niger verloor echter de Slag op de vlakte van Issus (194), een verkeerde gok. De overwinnaar Septimius Severus zette de achtervolging in op Vologases V, Seleucia en Babylon werden ingenomen en Ctesiphon werd opnieuw geplunderd (198). De provincia Armenia werd opnieuw gecreëerd.
Na de dood van Vologases V brak er opnieuw een oorlog uit tussen zijn opvolgers. Keizer Caracalla maakte van de situatie gebruik om nog eens Parthië te plunderen. Alhoewel de Parthen de inval overleefden, stond er nieuwe heerser klaar om het land te veroveren, de Sassaniden.

### Romeins-Sassanidische oorlogen
Tiridates II van Armenië (217-252) werd door de legers van Sjapoer I vermoord. Armenië werd een deel van het Sassanidische Rijk onder Artavasdes V van Armenië.
In 282 brak er een burgeroorlog in Perzië uit. Hiervan maakte keizer Carus en zijn zoon Numerianus gebruik om het land binnen te vallen. Bahram II was maar al te blij om met keizer Diocletianus in 287 vrede te sluiten. De rechtmatige Armeense troonopvolger Tiridates de Grote kon terug zijn plaats innemen. In 301 maakte hij van het Christendom, de staatgodsdienst en daarmee was Armenië het eerste land dat het christendom omarmde. Gregorius de Verlichter was de eerste patriarch.
Na zijn succesvolle campagne tegen de Arabieren, blies Sjapoer II het vijftig jaar durend vredesverdrag met Rome op. In 347 nam hij de Armeense koning Tigranes VII gevangen en stak hem de ogen uit. Door een inval van de Hunnen (350) was Sjapoer gedwongen zijn campagne te staken. De zoon van Tigranes, Arsaces II van Armenië volgde hem op. In 359 hervatte Sjapoer II de Romeins-Sassanidische oorlogen.

### Opdeling van de Kaukasus

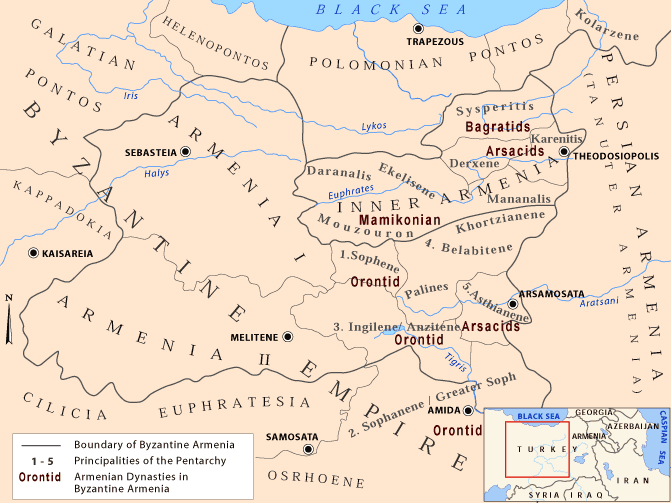
De nieuwe grens na het Verdrag van Acilisene

De Grote Volksverhuizing bracht het Romeinse Rijk aan het wankelen. Na vrede te hebben gesloten met de Goten, ging keizer Theodosius I onderhandelingen aan met de nieuwe koning Sjapoer III. Met het Verdrag van Acilisene werd overeengekomen, dat Armenië werd opgedeeld; ongeveer 1/5 deel zou naar het Romeinse Rijk (Byzantijns Armenië) gaan, de overige 80% (het zogenaamde Persarmenië) werd door het Perzische Rijk geannexeerd. Daarmee gaf Theodosius weliswaar de eeuwenoude Romeinse aanspraak op geheel Armenië op, maar de nieuw grens was voor Rome van strategisch belang, de veiligheid van de Oostgrens werd enorm vergroot.
Artaxias IV (422-428) was laatste koning van de Arsacidendynastie van Armenië. Vanaf nu werd Persarmenië ingedeeld in provincies en aan het hoofd stond een Marzban of Markgraaf.

## Middeleeuwen

### Byzantijns-Sassanidische oorlogen

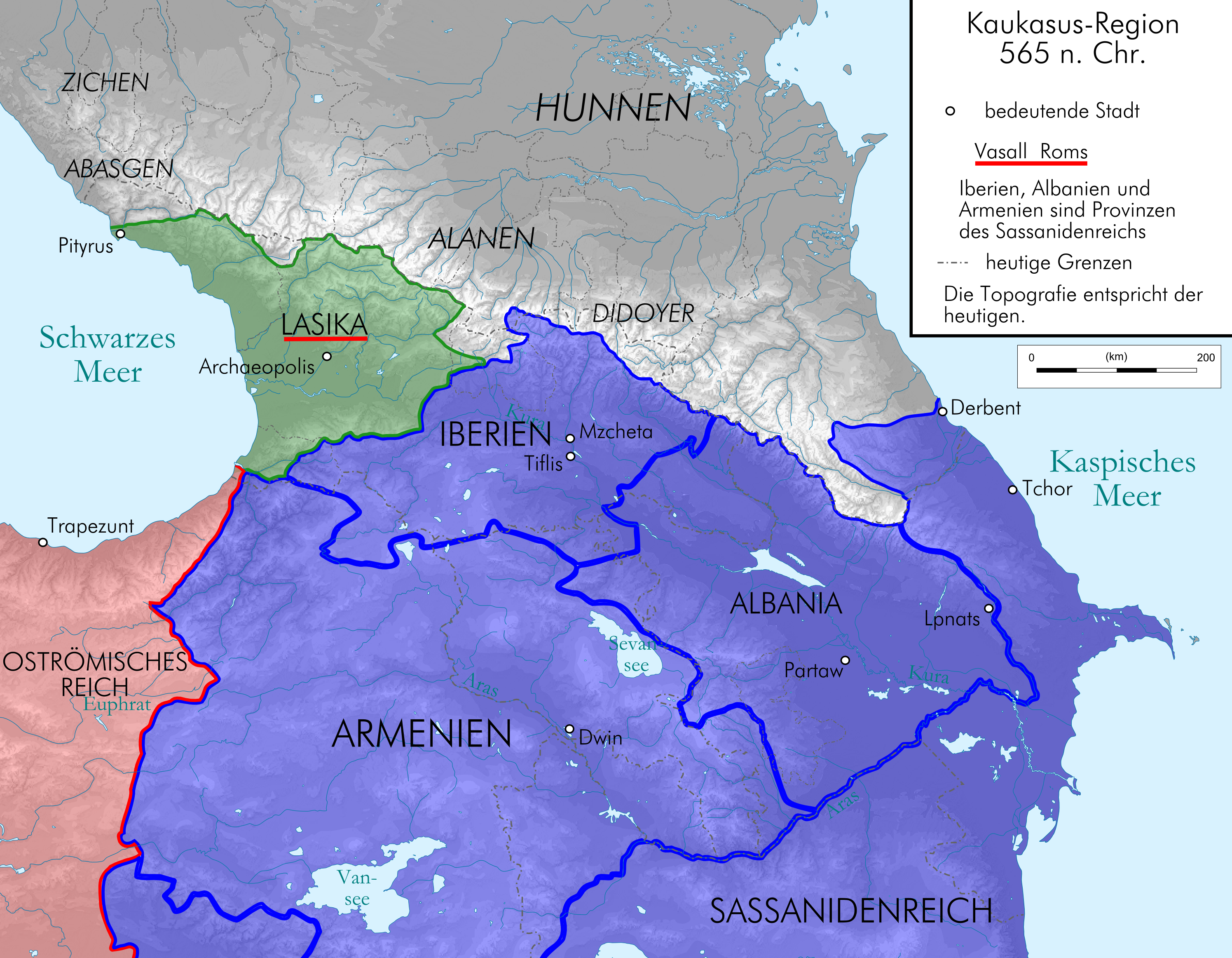
Kaukasus in 565

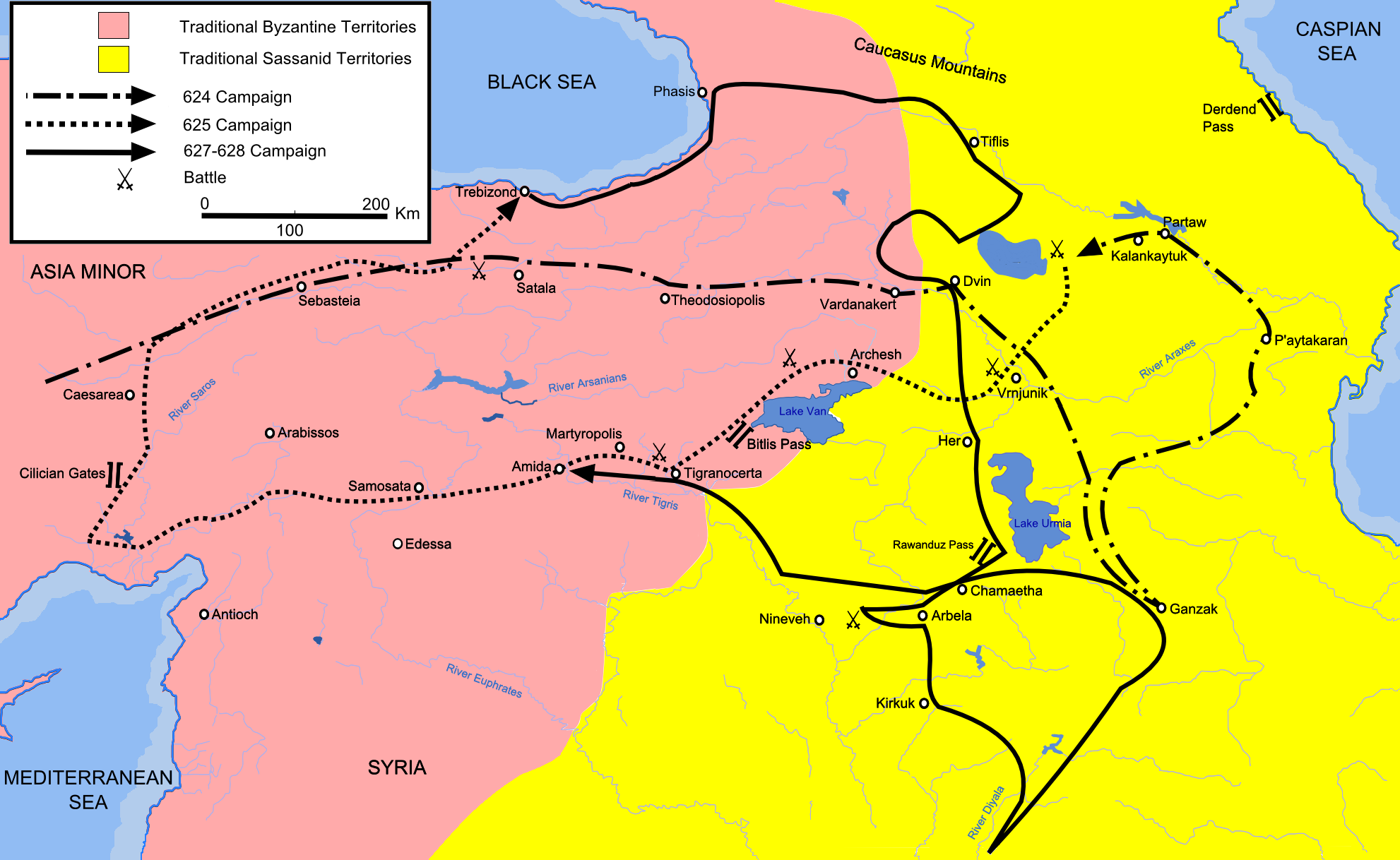
Laatste fase van de Byzantijns-Sassanidische oorlog (602-628)

Na hun vertrek uit Europa, vallen de Hunnen Perzië aan. Na de slag bij Herat (484) was het een wonder dat het Sassanidische Rijk nog bestond. Peroz was gesneuveld en Kavad I werd meegenomen als gijzelaar. Sindsdien was het Sassanidische Rijk belast met een enorme schatplicht.
Vachtang I van Iberië maakte van de situatie gebruik om zich aan te sluiten bij de Byzantijnen. Het was niet enkel een politiek, maar ook een godsdienstig conflict, tussen het christendom en het zoroastrisme. Kavad, eenmaal koning, ging in de tegenaanval, het begin van de Iberische Oorlog (526-532). Eind 531 stierf Kavad, beide partijen gingen aan de tafel zitten en een Eeuwige vrede werd ondertekend.
De nieuwe Sassanidische koning Khusro I (531-579) was een opportunist en hielp graag de tegenstanders van het Byzantijnse Rijk. Toen de verongelijkte Gubazes II van Lazica bij hem kwam klagen, zegde hij de Eeuwige vrede op en begon de Lazische Oorlog (541-562). Na het Verdrag van Dara ontruimden de Sassaniden het land.
Keizer Justinus II speelde het spel van Khusro en steunde de tegenstanders van het Sassanidische Rijk, gevolg was een nieuwe oorlog, de Byzantijns-Sassanidische oorlog (572-591). Na bijna twintig jaar oorlog, werd er een echt vriendschapsverdrag getekend tussen keizer Mauricius en koning Khusro II. Mauricius kreeg de controle over het grootste deel van de Kaukasus en er moest geen schatting meer worden betaald.
De moord in 602 op Mauricius benutte Khusro II als voorwendsel, om het Oost-Romeins gebied binnen te vallen, het begin van de Byzantijns-Sassanidische oorlog (602-628). Op vrij korte termijn werd de Kaukasus heroverd door de Sassaniden. De laatste fase van die Byzantijns-Sassanidische oorlog (602-628) speelde zich voornamelijk af in de Kaukasus. Tegen 625 had keizer Herakleios de Kaukasus veroverd en overwinterde in Kaukasisch Albanië. Een poging van Khusro II om hem daar te verdrijven mislukte. Herakleios legde tijdens die periode contacten met de Göktürken, die hem uiteindelijk de finale overwinning zullen schenken.

### Deel van het Arabische Rijk

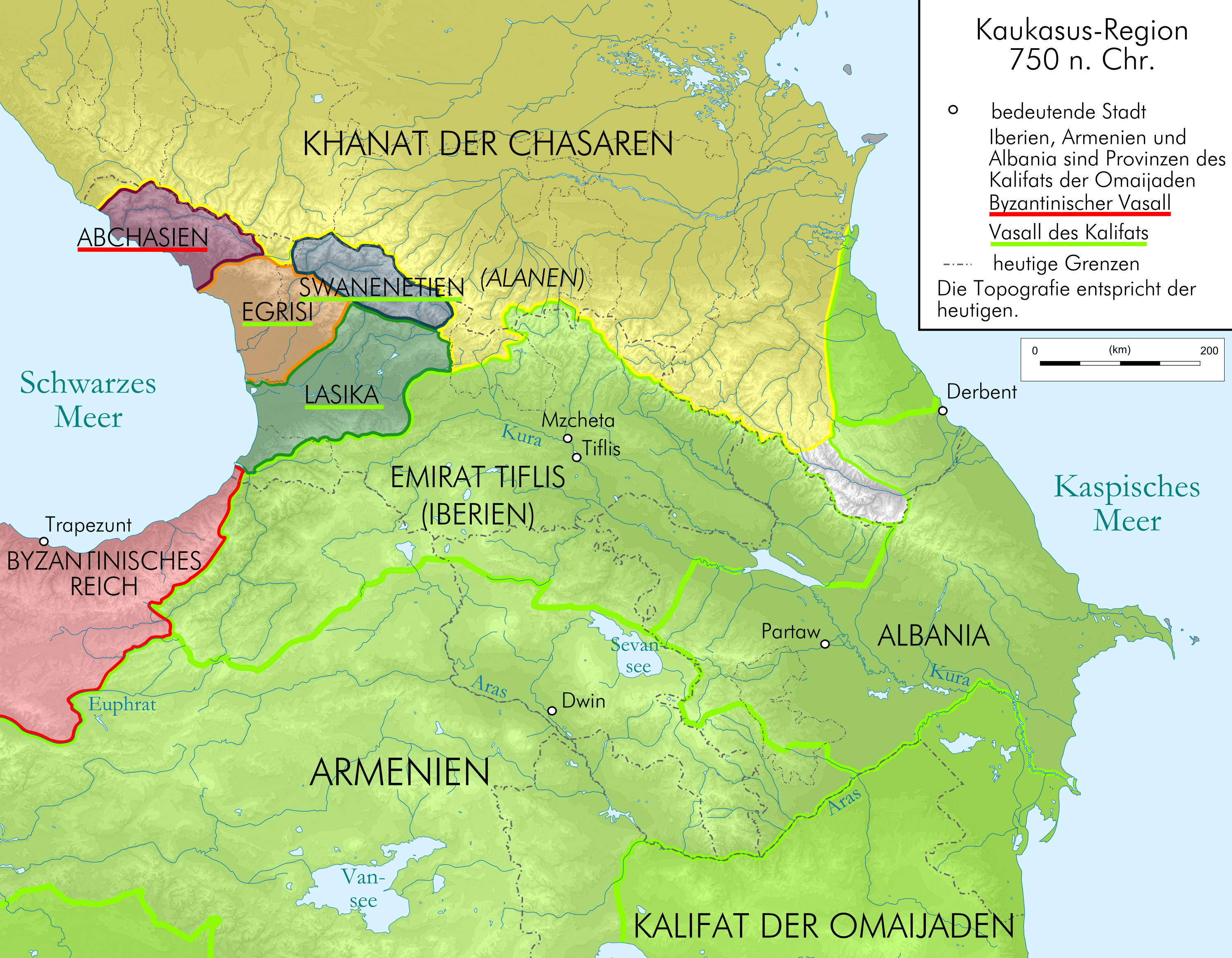
Kaukasus rond 750

In de schaduw van de Byzantijns-Sassanidische oorlog ontstond er op het Arabisch Schiereiland een nieuwe wereldmacht, het Arabische Rijk. Bij de dood van keizer Herakleios in 641, hadden de Arabieren het Midden-Oosten, inclusief Egypte veroverd. De eerste raids in Armenië vonden reeds plaats in 639 en tegen 645 was het land veroverd. In 654 werd de streek omgedoopt in het Emiraat Armenië of Arminiya dit tot 884.
De honger naar meer was nog niet gestild. In 722 startte de Khazar-Arabische oorlog (722-737). De Khazaren waren een Turks nomadenvolk, die zich hadden afgescheurd uit het Rijk der Göktürken. Een huwelijk van Constantijn V Kopronymos met een Khazaarse prinses kon het tij niet doen keren. Tegen het eind van de oorlog hadden de Omajjaden de Kaukasus veroverd. Het Emiraat van Tbilisi werd gecreëerd. De laatste zware clash tussenbeide was in 762-764 onder khan Baghatur.
Intussen was het rijk der Omajjaden opgehouden te bestaan en was het vervangen door het Kalifaat van de Abbasiden. In 867 werd Basileios I keizer van Byzantium. Hij was van gewone komaf en van Armeense origine. Dit kwam goed uit voor de nieuwe sterke man in Armenië, Ashot I Bagratuni. Er ontstond een charme offensief tussen de Byzantijnen en de Abbassiden, waarvan de heersers van Armenië profiteerden om meer autonomie te verkrijgen.

### Buffer tussen Abassiden en Byzantijnen
Onder Ashot III (953-977) begon een gouden tijdperk (961-1020) voor Armenië. Ashot verplaatste zijn hoofdstad naar Ani. Hij probeerde op een diplomatische manier neutraal te blijven ten opzichte van zijn twee buren.
Na de dood van de wrede Fatimidische kalief Al-Hakim in 1021, viel de Byzantijnse keizer Basil II de Kaukasus binnen en stichtte het Thema Iberia. In 1045 veroverden de Byzantijnen de hoofdstad Ani.

### In Turkse handen
In 1063 stichtte Alp Arslan het Seltsjoekenrijk. Een jaar later viel hij Armenië en Georgië binnen. Zijn zoon Malik Sjah I (1072-1092) veroverde zelf Anatolië en de Levant. Na de dood van Malik Sjah viel het Seltsjoekenrijk uiteen. Geholpen door de Eerste Kruistocht (1096-1099), waardoor de Turken hun troepen moesten verplaatsen, slaagde koning David IV van Georgië grote delen van de Kaukasus te veroveren

### Koninkrijk Georgië

Kaukasus in 1124

Koning David wist zijn koninkrijk aanzienlijk uit te breiden. De slag bij Didgori in 1121 tegen de Seltsjoeken, die hij verpletterend wist te verslaan betekende het begin van de Georgische Gouden Eeuw (1121-1221). Georgië was een bakermat van het christendom, omringd door moslimstaten. Het hoogtepunt van die periode werd bereikt onder koningin Tamar. Na het beleg en val van Constantinopel (1204) hielp zij mee aan de oprichting van het keizerrijk Trebizonde.

### Invasie van de Mongolen
In 1221 kreeg generaal Subedei de opdracht van Dzjengis Khan, de Kiptsjaken en de Koemanen aan te vallen via de Kaukasus. Het eerste treffen vond plaats in september 1222 in de slag bij de Kaukasische Bergen, waarbij het Georgische leger werd vernietigd. In de nasleep van de vernietiging van het Chorasmidenrijk veroverde Ögedei Khan de Kaukasus (1231-1238). 
Van 1238 tot 1334 was de Kaukasus in Mongoolse handen. In 1335 viel het Il-kanaat uiteen en kon George V van Georgië zijn koninkrijk herstellen.
In 1386 geraakte Georgië verzeild in het conflict tussen Tochtamysj, khan van de Gouden Horde en Timoer Lenk. Timoer Lenk plunderde Tbilisi en dwong koning Bagrat V van Georgië zich te bekeren tot de islam. Tussen 1387 en 1403 weerstond Georgië nog zeven invallen van de Mongolen. De voortdurende oorlog had echter een vernietigende impact op het land en uiteindelijk zag George VII zich gedwongen vrede te sluiten. Hij erkende Timoer Lenk als suzerein maar behield zijn positie als christelijk koning.

### Turkmenen
Na de verwoestingen door Timoer Lenk, profiteerden de Turkmeense Kara Koyunlu om de vrijgekomen plaats in te nemen. De slag bij Chapakchur (1467), betekende het einde van de Kara Koyunlu, maar ook het einde van het Koninkrijk Georgië. Een andere Turkmeense groep nam de plaats in, de Ak Koyunlu, ook een andere Georgische staat zag het licht, het Koninkrijk Kartlië.

## Nieuwe Tijd

### Tussen Turken en Perzen
Tegen het eind van de 15de eeuw was de Kaukasus verdeeld in verschillende staten. Begin de 16de eeuw ontstond een nieuwe macht in Perzië, de Safawieden. Al vlug werd de Kaukasus het slagveld tussen het Ottomaanse Rijk en de Safawieden. In 1555 kwamen beide partijen overeen over de verdeling van het gebied, de Vrede van Amasya.
In het begin van de achttiende eeuw kwam een nieuwe speler zich met de regio bemoeien, het Keizerrijk Rusland. Een eerste speldenprik was de Russisch-Perzische Oorlog (1722-1723). In 1762 werd het Koninkrijk Kartli-Kachetië opgericht, die met het Verdrag van Georgiejevsk toenadering zocht bij Rusland. Dit werd afgestraft door de Perzen tijdens de Slag bij Krtsanisi, waarbij de staat zo goed als ophield te bestaan.

## Moderne Tijd

### Onder Russisch bestuur
Toen George XII van Georgië, de laatste koning van Kartli-Kachetië in 1800 stierf, werd Georgië geannexeerd door Rusland, wat volgde is de Russisch-Perzische Oorlog (1804-1813). Met het Verdrag van Gulistan  erkende Perzië officieel de Russische soevereiniteit, maar over verschillende gebieden bleef onenigheid bestaan en dat gaf aanleiding tot de Russisch-Perzische Oorlog (1826-1828).
Een deel van de  plaatselijke bevolking, aangeduid onder de verzamelnaam Circassiërs, kwam in opstand tegen deze annexatie. Deze opstand staat gekend als de Kaukasusoorlog (1817-1864). De laatste fase van deze oorlog was een etnische zuivering, de Circassische genocide, waarbij tussen de 600 000 en anderhalf miljoen mensen omkwamen.
Na de Russisch-Turkse Oorlog (1877-1878) speelden de Ottomanen een groot deel van Oost-Anatolië kwijt.

### Eerste Wereldoorlog
Tijdens de Eerste Wereldoorlog schaarden de Ottomanen zich aan de zijde van de Centrale mogendheden. Het belangrijkste oorlogsdoel van de Ottomaanse regering was de herovering van hun voormalige gebieden in Oost-Anatolië, die ze waren kwijtgeraakt. In de Slag bij Sarikamish tijdens de Kaukasusveldtocht verloren de Ottomanen meer dan honderdduizend soldaten. Enver Pasja, minister van oorlog, gaf de Armeniërs de schuld van zijn nederlaag, waarna de Armeense genocide volgde.
Na de Russische Revolutie van 1917 staakten de Russen de oorlog. De Ottomanen, die nauwelijks tegenstand ondervonden, begonnen aan de herovering van verloren gebieden en meer. In mei 1918 viel het Ottomaanse leger de net onafhankelijk verklaarde Democratische Republiek Armenië aan. De Armeniërs wisten de Ottomanen te verslaan bij de Slag om Sardarapat, waarna de Ottomanen uiteindelijk de strijd moesten staken.
De Democratische Republiek Georgië was bevreesd voor een invasie door het Ottomaanse Leger en vroeg het Duitse Keizerrijk om militaire hulp. De Duitse regering, die graag het Ottomaanse leger wilde stoppen in het veroveren van meer territorium in de Kaukasus, stuurde militaire eenheden naar Georgië die onder het bevel stonden van generaal Friedrich Kress von Kressenstein.
Na een korte botsing in juni 1918 met Georgische en Duitse troepen in zuid-Georgië en Duitse dreiging zich uit Turkije terug te trekken, ontweek Envers Leger van de Islam Georgië en marcheerde door de Democratische Republiek Azerbeidzjan naar Bakoe. In september 1918 wisten ze de stad te veroveren op de Britten tijdens de Slag om Bakoe en brachten daar ook circa 30.000 Armeniërs om het leven. Tegen het einde van de oorlog hadden de Turken de gebieden Palestina, Syrië en Mesopotamië verloren, maar hadden ze wel al het gebied heroverd dat ze eerder waren verloren aan de Russen in Oost-Anatolië.

### Deel van de Sovjet-Unie
Na de Russische Revolutie brak de Russische Burgeroorlog (1917-1922) uit. In de Kaukasus ontstonden in 1918 drie onafhankelijke republieken, te weten Armenië, Democratische Republiek Azerbeidzjan en Democratische Republiek Georgië, nadat de gezamenlijke Transkaukasische Democratische Federatieve Republiek zich ophief door interne conflicten. Het Russische Rode Leger wist de landen in 1920 en 1921 stuk voor stuk te veroveren, waarna elk tot een sovjetrepubliek werd uitgeroepen.
Het Verdrag van Kars bepaalde de grens tussen Turkije en de Sovjet-Unie. De Armeense, Azerbeidzjaanse en Georgische Socialistische sovjetrepublieken werden in 1922 samengevoegd in de Transkaukasische Socialistische Federatieve Sovjetrepubliek. De drie landen werden in 1936 zelfstandige sovjetrepublieken binnen de Sovjet-Unie.

## Eigentijdse Tijd

### Onafhankelijkheid
Tijdens het uiteenvallen van de Sovjet-Unie in 1991 riepen Armenië, Azerbeidzjan en Georgië hun onafhankelijkheid uit. Dit betekende niet het einde van de conflicten, zoals de oorlogen in Zuid-Ossetië (1991-1992), Abchazië (1992-1993), de Eerste Tsjetsjeense Oorlog (1994-1996), de Tweede Tsjetsjeense Oorlog (1999-2010) en de Russisch-Georgische Oorlog om Zuid-Ossetië in 2008. In 2020 en 2023 hervatte de oorlog in Nagorno-Karabach.